# Celtic FC
A Celtic Football Club egy skót labdarúgóklub, amely a legmagasabb skóciai osztályban, a Scottish Premier League-ben szerepel. A klub székhelye a Glasgow keleti oldalán fekvő Parkhead-ben van.
A klub beceneve a The Bhoys illetve The Hoops. A klub teljes neve The Celtic Football Club. 1994-ig a klub neve The Celtic Football and Athletic Company Ltd. volt.
A Celtic a hazai mérkőzéseit a Celtic Parkban játssza, amely a legnagyobb stadionok egyike az Egyesült Királyságban. 2005-2006-ban a Celtic Park átlagosan 58 149 érdeklődőt vonzott, ami a Celticet a második legnagyobb nézőszámú labdarúgó klubbá tette az Egyesült Királyságban a Manchester United mögött.
A klub legnagyobb riválisa a Rangers FC, amellyel kemény küzdelem folyik a bajnoki címért. A két klub rivalizálása több mint egy évszázadon keresztül hozta lázba a szurkolókat szerte a világon.
1967-ben a Celtic az első brit és észak-európai csapattá vált, amely megnyerte a BEK-et, ami korábban kizárólag az olasz, portugál és spanyol klubok kiváltsága volt. A Celtic megnyert minden sorozatot, amiben elindult abban a szezonban: a Scottish Premier League-et, a Skót Kupát, a Skót Ligakupát, a Bajnokcsapatok Európa Kupáját és a Glasgow Kupát.
Ráadásul a Celtic maradt az egyetlen skót klub, ami valaha elérte a döntőt, és az egyetlen klub, ami valaha megnyerte a trófeát teljesen saját nevelésű tehetségekkel, hiszen a játékosok közül az összes skót volt, és mindannyian a Celtic Park 30 mérföld sugarú körzetében születtek. A Celtic ismét elérte a BEK-döntőbe kerülést 1970-ben, és csak a hosszabbításban tudta legyőzni a Feyenoord őket 2:1-re. 2003-ban Martin O’Neill az UEFA-kupa döntőjébe vezette a csapatot Sevillában, ahol 3-2-re veszítettek a Porto ellen a hosszabbításban. Körülbelül 80 000 Celtic-szurkoló utazott el Sevillába a fináléra.
A Celtic összesen 55 bajnoki címet szerzett (a rekordot a Rangers tartja 54-gyel), 35-ször lett kupagyőztes (ennél többször senki sem ünnepelhetett), a Skót Ligakupát pedig 15 alkalommal hódította el (a Rangers 25-ször, ez a csúcs).

## Klubtörténelem

### Megalakulás
A Celticet hivatalosan a St. Mary római katolikus templom előcsarnokában az East Rose Street-en (most Forbes Street), Caltonban, Glasgow egyik kerületében alapította az ír Marista Iskolatestvérek közül Walfrid testvér, 1887. november 6-án.
1888. május 28-án a Celtic lejátszotta az első hivatalos mérkőzését a Rangers FC ellen, és 5-2-re nyert, amit "barátságos találkozásnak" jellemeztek. A Celticnek 8 "vendég" játékosa volt a Hibernian játékosaiból azon a napon.

### A 2008/2009-es szezon
A csapat a szezon előtt öt átigazolást hajtott végre. A Celtic Parkba csábították az előző szezon második felét már itt töltő Jórgosz Szamarászt, visszavették az Aston Villától Shaun Maloneyt, továbbá megszerezték Glenn Loovenst, Patrick McCourt-öt és Marc Crosast.
Mint skót bajnok, a csapat automatikusan a Bajnokok Ligája csoportkörének tagja volt, ám csoportjában mindössze 5 szerzett ponttal az utolsó helyen végzett, és kiesett.
A 2008-2009-es Scottish Premier League-nek a Celtic háromszoros címvédőként kezdett neki, de címet nem tudta újból elhódítani, azonban vigaszként márciusban a Hampden Parkban hosszabbításban legyőzte az ősi riválist a Ligakupa döntőben.

## Az Old Firm
A Glasgowban élő nagyszámú, ír származású katolikusok a Celtic, míg a brit érzelmű protestánsok a Rangers szurkolói. Mindkét csapatnak óriási szurkolói bázisa van Észak-Írországban is, hisz az ottani társadalom hasonlóan két csoportra bontható. A két fél közti problémák és véres összecsapások az 1960-as években kezdtek kiélesedni, mikor az észak-írországi republikánus kisebbség terrortámadásokat indított az Egyesült Királyság ellen. Az IRA évtizedekig tartotta rettegésben a brit városok lakóit.
Glasgowban ez az ellenségeskedés a lelátókon folyt, és sokszor brutális összecsapásokba torkollott. Az egyik legnagyobb ilyen jellegű összecsapás az 1980-as skót kupa döntőjében történt a Hampden Parkban. Az elmúlt évtizedekben mindkét klub nagy erőkkel próbálta kiszűrni a szektáriánus és szélsőséges szurkolókat, kisebb-nagyobb sikerrel.

## A Celtic és a média
1965-ben a Celtic elkezdte terjeszteni a legrégebbi futballcsapat-újságot, a The Celtic View-t.
2002 óta a Celtic saját internetes tévéállomással is rendelkezik, amin az Egyesült Királyságon kívüli előfizetők élőben nézhetik a meccseket, ez a Channel67 (korábban Celtic Replay).
2004 óta a csapatnak saját tévécsatornája van, ami műholdon és kábelen keresztül is elérhető.

## Kapcsolat a mexikói Santos Lagunával
2010 szeptemberében a Celtic és a szintén zöld–fehér mexikói Santos Laguna úgy döntött, a jövőben a két csapat szorosan együttműködik egymással számos tekintetben: játékosokat cserélnek, megismerik egymás edzésmódszereit, barátságos meccseket és látogatásokat szerveznek, valamint kereskedelmi szövetséget is kötnek egymással. (Ennek első lépése 1000 mez cseréje volt.) Az együttműködés 2011 elején vált hivatalossá. Nemcsak a két ország labdarúgását és a két csapatot népszerűsítik ezzel kölcsönösen, hanem a helyi rászorulók szociális támogatásából is közösen veszik ki a részüket mind Skóciában, mind Mexikóban, az angol–spanyol vegyes közös alapítvány, a Green & Blanco révén. A csapatok saját honlapján linket helyeztek el a másik klub honlapjára, a Santos TV-ben pedig időnként egy Celtic TV műsor is jelentkezik.

## Kapcsolat az izlandi Valurral
A csapatok Reykjavíkban találkoztak 1975. szeptember 16-án a Kupagyőztesek Európa-kupája 1975–1976-os kiírásában, ebből az alkalomból pedig az izlandi csapat játékosai az úgynevezett Sarkvidéki Medve díjat adományozták a skót klubnak. Két héttel később Glasgowban 7–0-s győzelmet arattak, így összesítésben 9–0-s különbséggel jutottak tovább a következő fordulóba. A visszavágó góljait Jóhannes Eðvaldsson, Kenny Dalglish, George McCluskey, John "Dixie" Deans, Tommy Callaghan szerezték, valamint Harry Hood duplázott. Érdekesség, hogy a Celticben szereplő, Reykjavíkban tizenegyest hibázó, a visszavágón viszont gólt szerző 'Shuggie' Eðvaldsson öccse, Atli Eðvaldsson szintén játszott a mérkőzésen, de ő a Valur színeiben.

## Sikerek

### Fontosabb címek

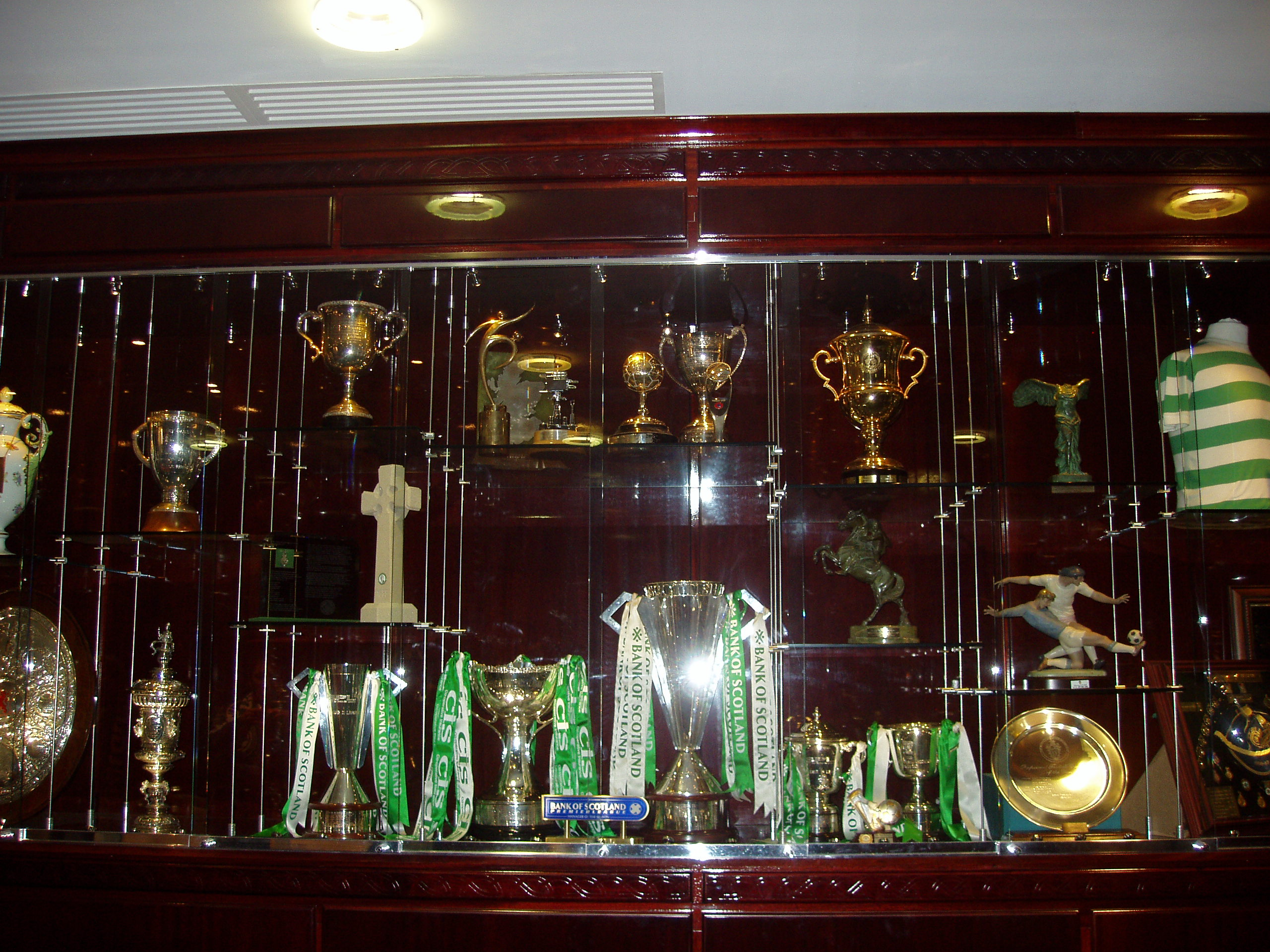
Trófeás szekrény a Celtic Parkban

- Bajnokcsapatok Európa-kupája (1): 1967, második helyezett 1970.
- UEFA-kupa második helyezett 2003

.
- Skót bajnokság Bajnok (55): 1893, 1894, 1896, 1898, 1905, 1906, 1907, 1908, 1909, 1910, 1914, 1915, 1916, 1917, 1919, 1922, 1926, 1936, 1938, 1954, 1966, 1967, 1968, 1969, 1970, 1971, 1972, 1973, 19741, 1977, 1979, 1981, 1982, 1986, 1988, 1998, 2001, 2002, 2004, 2006, 2007, 2008, 2012, 2013, 2014, 2015, 2016, 2017, 2018, 2019, 2020, 2022, 2023, 2024, 2025
- Skót FA Kupa (40): 1892, 1899, 1900, 1904, 1907, 1908, 1911, 1912, 1914, 1923, 1925, 1927, 1931, 1933, 1937, 1951, 1954, 1965, 1967, 1969, 1971, 1972, 1974, 1975, 1977, 1980, 1985, 1988, 1989, 1995, 2001, 2004, 2005, 2007, 2011, 2013, 2017, 2018, 2019, 2020
- Skót Ligakupa (20): 1957, 1958, 1966, 1967, 1968, 1969, 1970, 1975, 1983, 1998, 2000, 2001, 2006, 2009, 2015, 2017, 2018, 2019, 2020, 2022

1 – Rekordot állított fel 9 sorozatban megnyert bajnoki címmel. Ez megegyezett a Rangers 1997-ben lezárult szériájával.

### Egyéb címek
- Glasgow Kupa (29): 1891, 1892, 1895, 1896, 1905, 1906, 1907, 1908, 1910, 1916, 1917, 1920, 1921, 1927, 1928, 1929, 1931, 1939, 1941, 1949, 1956, 1962, 1964, 1965, 1967, 1968, 1970, 1975*, 1982 (1975-ben megosztva a Rangersszel 2-2-es döntetlen után)
- Glasgow Merchant's Charity Kupa (23)
- Glasgow Football League: 1899
- Inter City Football League: 1900
- Glasgow-i Nemzetközi Kiállítás Kupa: 1902
- Skót Liga Emlékeztető díj: 1904/05, 1909/10
- Ferencvaros Váza: 1914
- Birodalmi Kiállítás díj: 1938
- Győzelem Európában Kupa: 1945
- Saint Mungo Kupa: 1951
- Koronázási Kupa: 1953.
- Alfredo di Stefano díj: 1967
- Samothrace szobor: 1970 (L'Equipe szerinti az Év Csapata Európában)
- Drybrough Kupa: 1974.
- Sarkvidéki Medve Díj: 1975 (Az izlandi Valur rendezésében)
- Real Madrid Ezüst Kabin: 1980
- Tennents' Sixes: 1992

## Klubrekordok

### Legsikeresebb gólszerzők

#### Összesen
A 10 legtöbb gólt szerző Celtic-játékos (tartalmazza a bajnokság, a Skót Kupa, a Ligakupa és az európai kupagólokat):
1. Jimmy McGrory – 468 (McGrory tartja a legtöbb profi karrier során szerzett bajnoki gól rekordját a brit labdarúgás történetében).
2. Bobby Lennox – 273
3. Henrik Larsson – 242
4. Stevie Chalmers – 231
5. Jimmy Quinn – 217
6. Patsy Gallacher – 192
7. John Hughes – 189
8. Sandy McMahon – 171
9. Jimmy McMenemy – 168
10. Kenny Dalglish – 167

#### Bajnokikon
A 10 legtöbb bajnoki gólt szerző játékos a Celtic történelmében:
1. Jimmy McGrory- 397
2. Jimmy Quinn – 187
3. Patsy Gallacher – 186
4. Henrik Larsson – 174
5. Bobby Lennox – 167
6. Stevie Chalmers – 159
7. Jimmy McMenemy – 144
8. Sandy McMahon – 130
9. Adam McLean – 128
10. John Hughes – 115

### Legtöbb mérkőzés
A 10 legtöbb tétmérkőzésen pályára lépett Celtic-labdarúgó:
1. Billy McNeill – 790
2. Paul McStay – 678
3. Roy Aitken – 669
4. Danny McGrain – 661
5. Pat Bonner – 642
6. Bobby Lennox – 587
7. Bobby Evans – 548
8. Jimmy McMenemy – 515
9. Jimmy Johnstone – 515
10. Tommy Burns – 504

## Menedzserek
- Willie Maley (1897–1940)
- Jimmy McStay (1940–1945)
- Jimmy McGrory (1945–1965)
- Jock Stein (1965–1978)
- Billy McNeill (1978–1983)
- David Hay (1983–1987)
- Billy McNeill (1987–1991)
- Liam Brady (1991–1992)
- Lou Macari (1992–1994)
- Tommy Burns (1994–1997)
- Wim Jansen (1997–1998)
- Jozef Vengloš (1998–1999)
- John Barnes (1999–2000)
- Kenny Dalglish (2000)
- Martin O’Neill (2000–2005)
- Gordon Strachan (2005–2009)
- Tony Mowbray (2009–2010)
- Neil Lennon (2010–2014)
- Ronny Deila (2014–2016)
- Brendan Rodgers (2016–2019)
- Neil Lennon (2019–2021)

## Játékosok

### Jelenlegi keret
2024. augusztus 30. szerint.
| #  |     | Poszt | Név                                            |
| -- | --- | ----- | ---------------------------------------------- |
| 1  | DEN | K     | Kasper Schmeichel                              |
| 2  | CAN | V     | Alistair Johnston                              |
| 3  | SCO | V     | Greg Taylor                                    |
| 5  | IRL | V     | Liam Scales                                    |
| 6  | USA | V     | Auston Trusty                                  |
| 7  | HON | CS    | Luis Palma                                     |
| 8  | JPN | CS    | Furuhasi Kjógo                                 |
| 9  | IRL | CS    | Adam Idah                                      |
| 10 | GER | CS    | Nicolas Kühn                                   |
| 11 | ESP | CS    | Álex Valle (kölcsönben a Barcelona csapatától) |
| 12 | FIN | K     | Viljami Sinisalo                               |
| 13 | KOR | CS    | Jang Hjundzsun                                 |
| 14 | SCO | KP    | Luke McCowan                                   |

| #  |     | Poszt | Név                    |
| -- | --- | ----- | ---------------------- |
| 15 | NOR | KP    | Odin Thiago Holm       |
| 17 | POL | V     | Maik Nawrocki          |
| 20 | USA | V     | Cameron Carter-Vickers |
| 27 | BEL | KP    | Arne Engels            |
| 28 | POR | KP    | Paulo Bernardo         |
| 29 | SUI | K     | Scott Bain             |
| 38 | JPN | CS    | Maeda Daizen           |
| 41 | JPN | KP    | Hatate Reó             |
| 42 | SCO | KP    | Callum McGregor        |
| 49 | SCO | KP    | James Forrest          |
| 56 | SCO | V     | Anthony Ralston        |
| 57 | SCO | V     | Stephen Welsh          |

## Személyzet

### Elnökség
| Poszt                           | Név               |
| ------------------------------- | ----------------- |
| Elnök                           | Dr. John Reid     |
| Vezérigazgató                   | Peter Lawwell     |
| Pénzügyi igazgató               | Eric J. Riley     |
| Ügyvezető igazgató              | Dermot Desmond    |
| Ügyvezető igazgató              | Eric Hagman       |
| Ügyvezető igazgató              | Thomas E. Allison |
| Ügyvezető igazgató              | Brian McBride     |
| Ügyvezető igazgató              | Brian Wilson      |
| Ügyvezető igazgató              | Ian Livingston    |
| Reklámigazgató                  | Adrian Filby      |
| Nemzetközi fejlesztési igazgató | Jason Hughes      |

### Menedzsment
| Pozíció                      | Név                |
| ---------------------------- | ------------------ |
| Menedzser                    | Tony Mowbray       |
| Menedzser-asszisztens        | Mark Venus         |
| Másodedző                    | Neil Lennon        |
| Tartalékcsapat-edző          | Danny McGrain      |
| Ifjúsági fejlesztési vezető  | Chris McCart       |
| Utánpótláscsapat-edző        | John McLaughlan    |
| U17-es csapat-edző           | Miodrag Krivokapic |
| Kapusedző                    | Chris Hannah       |
| Kapusedző                    | Stevie Woods       |
| Csapatorvos                  | Derek McCormack    |
| Sporttudományi vezető        | Dan Harris         |
| Fizikoterapeuta              | Graham Parsons     |
| Fizikoterapeuta              | Andrew Robson      |
| Fizikoterapeuta              | Ross Harvie        |
| Mezfelelős                   | John Clark         |
| Futballfejlesztési menedzser | John Park          |
| Megfigyelő                   | Tommy O'Neill      |

## Jelentős játékosok
| - Roy Aitken - Bertie Auld - Tom Boyd - Tommy Burns - Stevie Chalmers - John Clark - John Collins - Alfie Conn - George Connelly - Jim Craig - Pat Crerand - Kenny Dalglish - John "Dixie" Deans - Jimmy Delaney - Simon Donnelly - Rab Douglas - Bobby Evans - Willie Fernie - Tommy Gemmell - Gary Gillespie - Peter Grant - Frank Haffey - David Hay - John Hughes - Mo Johnston - Jimmy Johnstone - Paul Lambert - Bobby Lennox - Murdo MacLeod |  | - Lou Macari - Willie Maley - Shaun Maloney - Frank McAvennie - Joe McBride - Brian McClair - Tosh McKinlay - Frank McGarvey - Danny McGrain - Jimmy McGrory - Sandy McMahon - Jimmy McMenemy - Jackie McNamara - Billy McNeill - Paul McStay - Joe Miller - Bobby Murdoch - Charlie Nicholas - Jimmy Quinn - Ronnie Simpson - Jock Stein - Paul Telfer - John Thomson - Andy Walker - Willie Wallace - Rudi Vata - Paul Elliott - Peter Latchford - Alan Stubbs |  | - Chris Sutton - Alan Thompson - Mark Viduka - Joos Valgaeren - Stilian Petrov - Morten Wieghorst - Charlie Tully - Bertie Peacock - Didier Agathe - Stéphane Mahé - Pierre van Hooijdonk - Mohammed Salim - Darren O’Dea - Sean Fallon - Patsy Gallacher - Mick McCarthy - Chris Morris - Joe Kennaway - Dariusz Wdowczyk - Efraín Juárez - Andreas Thom - Harald Brattbakk - Paolo di Canio - Jorge Cadete - Fredrik Ljungberg - Henrik Larsson - Lubomir Moravcik - Stanislav Varga - John Hartson |

## Minden idők legjobb csapata
A szurkolók 2002-es szavazatai alapján az alábbi felállás minden idők legjobbika:
- Ronnie Simpson
- Danny McGrain
- Tommy Gemmell
- Bobby Murdoch
- Billy McNeill – minden idők legjobb csapatkapitánya
- Bertie Auld
- Jimmy Johnstone – minden idők legjobb játékosa
- Paul McStay
- Kenny Dalglish
- Henrik Larsson – minden idők legjobb külföldi játékosa
- Bobby Lennox
- Jock Stein – minden idők legjobb Celtic managerének szavazták